# Parque Zoológico Nacional de El Salvador
El Parque Zoológico Nacional de El Salvador, localizado en San Salvador, ofrecía al público visitante una colección de animales de 117 diferentes especies, y diversos ambientes y paisajes, que favorecían la enseñanza de las ciencias naturales, especialmente la zoología, ecología, y educación no formal. Al mismo tiempo, conservaba, protegía y reproducía principalmente especies nativas del país. Era el más visitado parque nacional, con hasta unas 700,000 admisiones anuales.
El Zoológico Nacional cerró sus puertas el 25 de mayo del 2022, según legislación emitida por la Asamblea Legislativa y con la aprobación del presidente Nayib Bukele, cumpliendo así una promesa de campaña de darle una mejor vida a todas las especies.

## Creación del Parque Zoológico Nacional

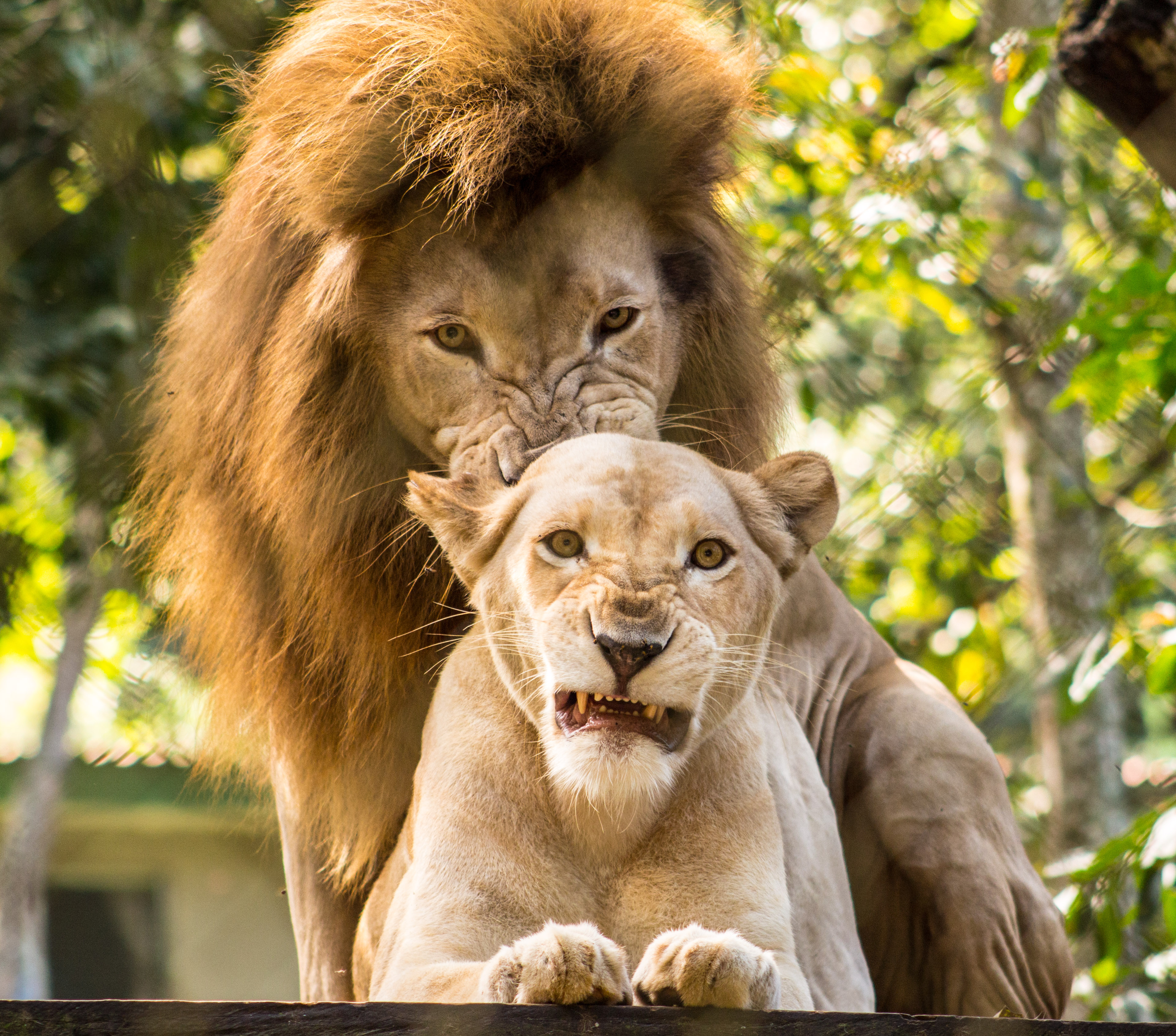
Dos leones en el Parque Zoológico Nacional de El Salvador.

Los orígenes del Zoológico Nacional se remontan a 1883, cuando David J. Guzmán promovió la creación de una institución de "de productos minerales, botánicos, zoológicos y manufacturados con una sección de antigüedades, historia y bellas artes."
El Jardín Zoológico Nacional fue creado por el gobierno del presidente Manuel Enrique Araujo, por medio del Decreto Ejecutivo del 3 de febrero de 1913, publicado en el Diario Oficial N.º 28, Tomo N.º 74, del 3 de febrero de 1913, y estaba ubicado en la antigua Finca Modelo. Por cuatro décadas estuvo adscrito al Museo Nacional, hasta mayo de 1953, fecha en que se creó el Parque Zoológico Nacional durante la presidencia de Oscar Osorio, y fue entregado al entonces incipiente Ministerio de Cultura.
El diseño del plan maestro del zoológico nacional fue realizado por el arquitecto salvadoreño Juan Enrique Aberle Jiménez, quien también fungió como director del Zoológico Nacional. El Ministerio de Obras Públicas inició reformas el 14 de septiembre de 1951, las cuales concluyeron 13 de septiembre de 1952.
El ministro de Fomento y Obras Públicas, Atilio García Prieto reinauguró la institución en junio de 1953 en representación del presidente Oscar Osorio.
El 23 de diciembre de 1953 fue trasladado a los terrenos que pertenecieron a la antigua Finca Modelo, con un área de 10 manzanas, y en ese entonces con una existencia de 208 animales de diferentes especies y bajo la dirección de Eduardo Fisher.
El 29 de junio de 1955 se incorporó un lote de 18 animales exóticos, comprados al Zoológico de Hagenbeck de Hamburgo, Alemania, entre los cuales figuraba una elefante asiática llamada Manyula —que murió en septiembre de 2010—; además de cebras, tigres de bengala, antílopes, camellos, carneros del África y mandriles.
En su momento, el Parque Zoológico Nacional, mediante su estructura organizativa y funcional, alcanzó con los requisitos de un zoológico moderno y de acuerdo con la definición de zoológicos de AAZPA (1980), esto es, una institución que cumple con los objetivos de educación, recreo, conservación e investigación.

## Hitos
El zoológico nacional obtuvo el mayor éxito mundial en la reproducción en cautiverio del rey zope.

## Servicios dentro del Parque Zoológico
El zoológico nacional trabajaba para generar espacios de participación que contribuyeran a la formación de la conciencia del ser humano y del desarrollo sostenible, orientados al respeto y protección de los recursos naturales e identidad cultural, por medio del rescate y difusión de valores, basados en la recreación, educación, conservación e investigación.

## Especies existentes
El Parque Zoológico Nacional de El Salvador ofrecía al visitante 113 especies diferentes de animales con una cantidad de 600 ejemplares distribuidos por especie, entre ellos se mencionan los siguientes:
Peces
Especie en peligro de extinción denominada Machorra o "Pez Lagarto"
Anfibios
Varias especies de anuros
Mamíferos
León africano, Tigre de Bengala, jaguar, puma, ocelote, tigrillos, gato zonto o yaguarundi, zorra gris, coyotes, suricato, monos araña, monos cara blanca, macacos, venado cola blanca, ovejas domésticas, cabra de Camerún, búfalo de agua, llama, jabalí de labios blancos, tapir, cebra común, pezote, papión oliva, entre otros.
Reptiles
Entre ellos se encuentran: tortugas, cocodrilos, caimanes, guecos, Iguanas, micas, masacuata, pitones, serpiente rey, cascabel, raneras, coral, entre otros. 
Aves
Entre ellas se encuentran: guaras, loras, pericón garganta roja, pava de monte, pajuil, faisán de collar, faisán dorado, pavo real, pato indio, garza tigre, rey zope, búhos, lechuzas, halcón guás o reidor, gavilanes, avestruz entre otras.